# Bruinkopnicator
De bruinkopnicator (Nicator gularis) is een zangvogel uit de familie Nicatoridae.

## Verspreiding en leefgebied
Deze soort komt voor van zuidelijk Somalië tot het oosten van Zuid-Afrika.